# Pico Matias Simão
El pico Matias Simão es una montaña de origen volcánico localizada en la localidad de Altares, municipio de Angra del Heroísmo, isla Terceira, archipiélago de Azores Portugal.
Este accidente montañoso se encuentra localizado en la parte noroeste de la isla Terceira, junto a la costa y tiene una elevación de 153 metros sobre el nivel del mar. Tiene origen en un  de una erupción de lapilli y escorias volcánicas asociado a una chimenea adventicia del volcán de la Sierra de Santa Bárbara que se eleva a 1021 metros, encontrándose fuertemente relacionado con esta formación geológica.
Esta formación se encuentra muy afectada por la erosión marina, que en esta parte de la costa de la isla es muy activa y expuesta a las tempestades de Atlántico Norte y talló un acantilado de 40 a 50 m de altura, pero que alcanza los 153 m por encima del nivel medio del mar en este emplazamiento.
En la cima del pico hay un patrón conocido como Crucero evocativo del restablecimiento de la Independencia, desde donde se avista el mar la gran distancia. Fue inaugurado en 8 de diciembre de 1940, proyectado por el maestro Maduro Días, 

## Galería de imágenes

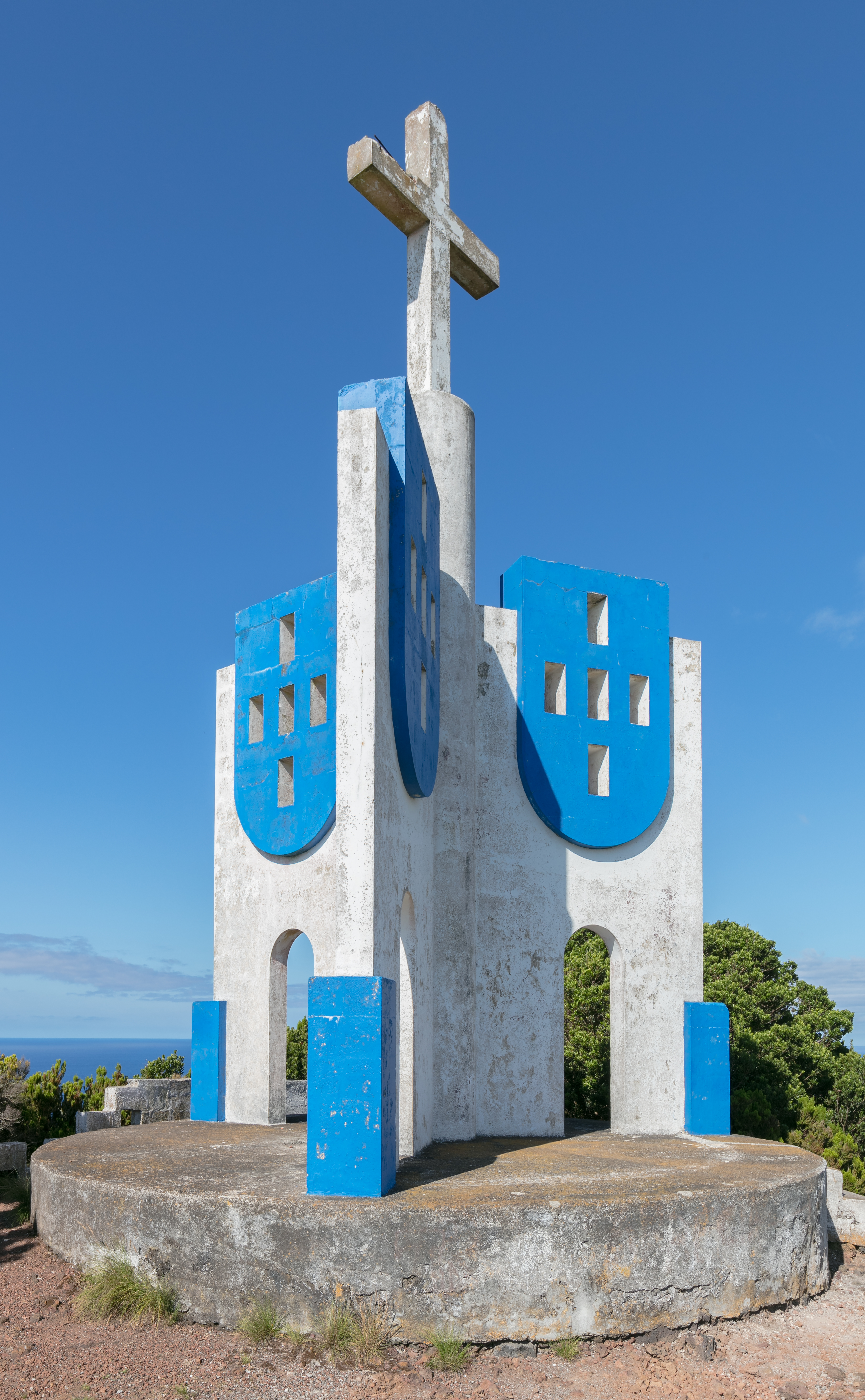
Crucero.
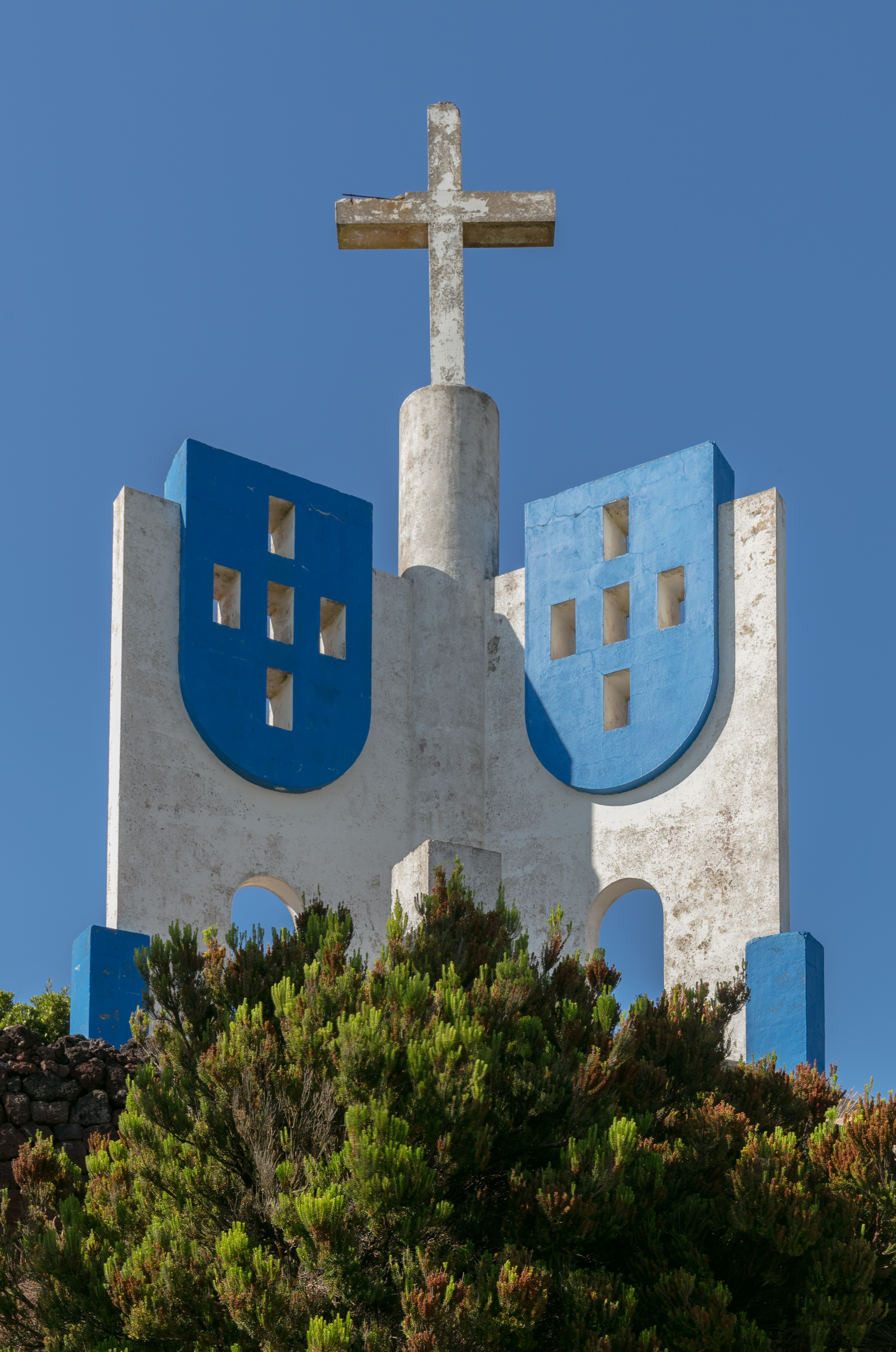
Otra vista del crucero.
Vista desde el pico.
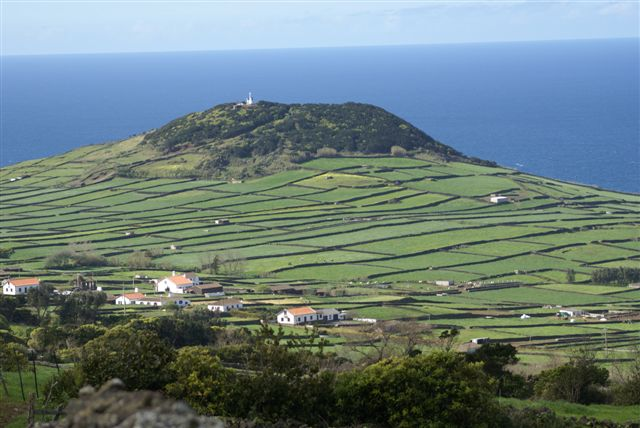
Vista lejana del pico.